# Kaba Diawara
Kaba Diawara (ur. 16 grudnia 1975 w Tulonie) – gwinejski i francuski piłkarz. Grał w reprezentacji Francji U-21 i w reprezentacji Gwinei seniorów.

## Sukcesy
- Mistrz Francji 1998/1999 z (Girondins Bordeaux).
- Finalista Pucharu Ligi Francuskiej 1997 (Girondins Bordeaux)
- Finalista Pucharu Ligi Francuskiej 2000 (Paris Saint-Germain).